# Дантин, Мор
Мор Дантин (фр. Maur Dantine; 1 апреля 1688, Гурьё близ Намюра — 3 ноября 1746, Париж) — французский историк, монах-бенедиктинец.
Заложил основу классического хронологического свода «Искусство проверять даты исторических событий» (фр. «Art de vérifier les dates des faits historiques, des chartes, des chroniques, et autres anciens monuments, depuis la naissance de Notre-Seigneur...»), продолженного Дюраном и Клемансе (окончательная переработка этого труда была произведена в 1770—1787 гг. Франсуа Клеманом).
Важное значение имел осуществлённый Дантином перевод Псалмов (фр. Les psaumes traduits sur l'hébreu avec des notes; Париж, 1739), дважды переизданный за два года.